# Gordian 1. (romersk kejser)
Marcus Antonius Gordianus Sempronianus Romanus Africanus (ca. 159 – 12. april 238), kendt som Gordian I, var romersk kejser i år 238.

## Historie
Man ved meget lidt om Gordians familiære baggrund, men navnet Gordianus kan spores tilbage til Frygien, Anatolien. Han havde mindst to børn, Marcus Antonius Gordianus, der senere blev kejser, og Antonia Gordiana, Gordian III's moder.